# Strade Bianche femminile 2015
La Strade Bianche femminile 2015, prima edizione della corsa e valida come prova dell'Calendario internazionale femminile UCI 2015, si svolse il 7 marzo 2015 su un percorso di 103 km. La vittoria fu appannaggio della statunitense Megan Guarnier, che completò il percorso in 2h59'17", precedendo la britannica Elizabeth Deignan e l'italiana Elisa Longo Borghini.
Sul traguardo di Siena 57 cicliste, su 94 partite da San Gimignano, portarono a termine la competizione

## Percorso
Il percorso dell'edizione 2015 si è sviluppato su una lunghezza di 103 km con partenza a San Gimignano e arrivo a Siena. Sul percorso, interamente pianeggiante, si sono incontrati 17,4 km di strade bianche, suddivisi in 5 cosiddetti settori, ciascuno caratterizzato da differente lunghezza e difficoltà (cinque stelle per i tratti più difficoltosi). La corsa si conclude sulla famosa Piazza del Campo a Siena, dopo la salita, in lastricato, di Via Santa Caterina, nel cuore della città medievale, con pendenze massime fino al 16%.
Settori in strade bianche
| Settore Numero | Nome                  | Chilometro | Lunghezza (m) | Categoria     |
| -------------- | --------------------- | ---------- | ------------- | ------------- |
| 1              | San Leonardo          | 32,6       | 2200          | * · *         |
| 2              | San Martino in Grania | 58,8       | 9500          | * · * · *     |
| 3              | Prosciana             | 78,1       | 2200          | * · *         |
| 4              | Colle Pinzuto         | 83,7       | 2400          | * · * · * · * |
| 5              | Le Tolfe              | 89,9       | 1100          | * · * · *     |

## Resoconto degli eventi
Il primo tentativo di fuga avviene dopo 58 km (a San Martino in Grania) e vede coinvolte un gruppo di quattordici atlete. Ashleigh Moolman, per rientrare sulla testa della corsa, attacca ripetutamente e questa azione seleziona di fatto il gruppo, dividendolo in due. Prima dello strappo conclusivo le I cinque atlete rimaste davanti sono: Megan Guarnier, Elizabeth Armitstead, Elisa Longo Borghini, Ashleigh Moolman e Anna van der Breggen. La statunitense, approfittando della superiorità numerica della squadra (Boels-Dolmans) e dell'attendismo in atto, riesce a prendere il vantaggio necessario per arrivare sola al traguardo.

## Ordine d'arrivo (Top 10)
| Pos. | Corridore            | Squadra       | Tempo    |
| ---- | -------------------- | ------------- | -------- |
| 1    | Megan Guarnier       | Boels-Dolmans | 2h59'17" |
| 2    | Elizabeth Deignan    | Boels-Dolmans | a 37"    |
| 3    | Elisa Longo Borghini | Wiggle-High5  | s.t.     |
| 4    | Ashleigh Moolman     | Bigla         | a 39"    |
| 5    | Anna van der Breggen | Rabo-Liv      | a 46"    |
| 6    | Katarzyna Niewiadoma | Rabo-Liv      | a 52"    |
| 7    | Alena Amialiusik     | Canyon-SRAM   | a 54"    |
| 8    | Hanna Solovey        | Astana        | a 1'04"  |
| 9    | Annemiek van Vleuten | Bigla         | a 1'10"  |
| 10   | Elena Cecchini       | Lotto         | a 4'01"  |